# Reinwardtia tachininia
Reinwardtia tachininia är en tvåvingeart som beskrevs av Brauer och Julius Edler von Bergenstamm 1889. Reinwardtia tachininia ingår i släktet Reinwardtia och familjen husflugor. Inga underarter finns listade i Catalogue of Life.